# Campeonato Curdistanês de Futebol de 2020-21
A Kurdistan Premier League 2020-21 foi a 15ª edição oficial da principal divisão do Campeonato Curdistanês de Futebol. Foi organizada pela Associação de Futebol do Curdistão Iraquiano.
O campeonato iniciou-se em dezembro de 2020, com a participação de 15 times curdos, sendo concluído em junho de 2021. O campeão foi o Brayati Sport Club, que conquistou o título com uma rodada de antecipação.

## Sistema de Disputa
Na primeira fase, os times são divididos em dois grupos, um com 7 e outro com 8 equipes, jogando entre si em turno e returno. Ao final destes, as 3 melhores equipes de cada grupo classificam-se para o hexagonal final, que definirá a equipe campeã.
Ao final da primeira fase, a pior equipe de cada grupo será rebaixada para a Divisão 1, que é o segundo nível do campeonato curdistanês. A equipe do Zeravani SC desistiu do torneio antes do seu início, sendo automaticamente rebaixada.

### Clubes participantes
| Clube                          | Cidade       | Província  | Melhor resultado                              |
| ------------------------------ | ------------ | ---------- | --------------------------------------------- |
| Ararat Sport Club              | Erbil        | Erbil      | 3º colocado (2012-13)                         |
| Brayati Sport Club             | Erbil        | Erbil      | Vice-campeão (2018)                           |
| Chamchamal Sports Club (P)     | Chamchamal   | Suleimânia | sem informação                                |
| Darbandikhan Sports Club       | Darbandikhan | Suleimânia | sem informação                                |
| Dohuk Sports Club              | Dohuk        | Dohuk      | Campeão (2006-07, 2007-08 e 2008-09)          |
| Erbil SC                       | Erbil        | Erbil      | Campeão (2009-10, 2011-12, 2015-16 e 2018-19) |
| Handren Sport Club             | Erbil        | Erbil      | Campeão (2010-11)                             |
| Halo Football Club (P)         | Erbil        | Erbil      | sem informação                                |
| Hawler Peshmarga Club          | Erbil        | Erbil      | Campeão (2016-17)                             |
| Newroz Sports Club             | Suleimânia   | Suleimânia | 1º colocado (2019-20)                         |
| Sherwana Football Club         | Suleimânia   | Suleimânia | sem informação                                |
| Sirwani Nwe Sports Club        | Suleimânia   | Suleimânia | 4º colocado (2019-20)                         |
| Soran Sport Club               | Soran        | Erbil      | sem informação                                |
| Sulaymani Peshmarga Sport Club | Suleimânia   | Suleimânia | Vice-campeão (2007-08 e 2009-10)              |
| Zakho Sport Club               | Zakho        | Dohuk      | sem informação                                |
| Zeravani SC (X)                | Dohuk        | Dohuk      | Campeão (2012-13, 2013-14, 2014-15 e 2018)    |

## Classificação
Posições na primeira fase do campeonato.

### Primeira Fase
Grupo A
| # | Equipa          | J  | V | E | D | GP | GC | SG  | Pts | Classificação                 |
| - | --------------- | -- | - | - | - | -- | -- | --- | --- | ----------------------------- |
| 1 | Sirwani         | 12 | 8 | 3 | 1 | 25 | 8  | +17 | 27  | Classificados                 |
| 2 | Brayati         | 12 | 6 | 3 | 3 | 23 | 14 | +9  | 21  | Classificados                 |
| 3 | Sherwana        | 12 | 6 | 1 | 5 | 19 | 16 | +3  | 19  | Classificados                 |
| 4 | Chamchamal      | 12 | 4 | 6 | 2 | 14 | 11 | +3  | 18  | Salvos                        |
| 5 | Soran           | 12 | 5 | 1 | 6 | 12 | 22 | −10 | 16  | Salvos                        |
| 6 | Halo            | 12 | 2 | 3 | 7 | 11 | 24 | −13 | 9   | Salvos                        |
| 7 | Erbil SC        | 12 | 0 | 5 | 7 | 6  | 15 | −9  | 5   | Salvos                        |
| 8 | Zeravani SC (R) | 0  | 0 | 0 | 0 | 0  | 0  | 0   | 0   | Rebaixado à Divisão 1 de 2021 |

Última atualização em 15 de maio de 2021
Fonte: KurdistanFA
Regras para classificação: 1º pontos; 2º saldo de gols; 3º gols pró.
(C) = Campeão; (R) = Rebaixado; (P) = Promovido; (O) = Vencedor do play-off; (A) = Classificado para a próxima fase. 
Somente aplicável se a temporada não tiver terminado: 
(Q) = Classificado para a fase do torneio indicada; (TQ) = Classificado para o torneio, mas não para a fase indicada; (DQ) = Desclassificado do torneio.

Grupo B
| # | Equipa                  | J  | V | E | D | GP | GC | SG | Pts | Classificação                 |
| - | ----------------------- | -- | - | - | - | -- | -- | -- | --- | ----------------------------- |
| 1 | Zakho                   | 14 | 6 | 6 | 2 | 16 | 9  | +7 | 24  | Classificados                 |
| 2 | Handren                 | 14 | 6 | 6 | 2 | 12 | 7  | +5 | 24  | Classificados                 |
| 3 | Hawler Peshmarga        | 14 | 6 | 4 | 4 | 12 | 11 | +1 | 22  | Classificados                 |
| 4 | Darbandikhan            | 14 | 5 | 6 | 3 | 17 | 12 | +5 | 21  | Salvos                        |
| 5 | Ararat                  | 14 | 4 | 4 | 6 | 7  | 16 | −9 | 16  | Salvos                        |
| 6 | Newroz                  | 14 | 4 | 3 | 7 | 16 | 18 | −2 | 15  | Salvos                        |
| 7 | Dohuk                   | 14 | 4 | 3 | 7 | 9  | 16 | −7 | 15  | Salvos                        |
| 8 | Sulaymani Peshmarga (R) | 14 | 3 | 4 | 7 | 16 | 16 | 0  | 13  | Rebaixado à Divisão 1 de 2021 |

Última atualização em 15 de maio de 2021
Fonte: KurdistanFA
Regras para classificação: 1º pontos; 2º saldo de gols; 3º gols pró.
(C) = Campeão; (R) = Rebaixado; (P) = Promovido; (O) = Vencedor do play-off; (A) = Classificado para a próxima fase. 
Somente aplicável se a temporada não tiver terminado: 
(Q) = Classificado para a fase do torneio indicada; (TQ) = Classificado para o torneio, mas não para a fase indicada; (DQ) = Desclassificado do torneio.

### Segunda Fase
Hexagonal Final
| # | Equipa           | J  | V | E | D | GP | GC | SG  | Pts | Classificação |
| - | ---------------- | -- | - | - | - | -- | -- | --- | --- | ------------- |
| 1 | Brayati (C)      | 10 | 6 | 3 | 1 | 15 | 8  | +7  | 21  | Campeão       |
| 2 | Sherwana         | 10 | 4 | 4 | 2 | 15 | 13 | +2  | 16  | Salvos        |
| 3 | Sirwani          | 10 | 4 | 3 | 3 | 22 | 17 | +5  | 15  | Salvos        |
| 4 | Handren          | 10 | 3 | 3 | 4 | 15 | 15 | 0   | 12  | Salvos        |
| 5 | Hawler Peshmerga | 10 | 3 | 3 | 4 | 14 | 15 | −1  | 12  | Salvos        |
| 6 | Zakho            | 10 | 1 | 2 | 7 | 5  | 18 | −13 | 5   | Salvos        |

Última atualização em 10 de junho de 2021
Fonte: KurdistanFA
Regras para classificação: 1º pontos; 2º saldo de gols; 3º gols pró.
(C) = Campeão; (R) = Rebaixado; (P) = Promovido; (O) = Vencedor do play-off; (A) = Classificado para a próxima fase. 
Somente aplicável se a temporada não tiver terminado: 
(Q) = Classificado para a fase do torneio indicada; (TQ) = Classificado para o torneio, mas não para a fase indicada; (DQ) = Desclassificado do torneio.

## Premiações
| Campeonato Curdistanês de Futebol de 2020-21 |
| -------------------------------------------- |
| Brayati Sport Club Campeão (1º título)       |

### Individuais
| Prêmio Artilheiro da Liga:               | Prêmio Melhor Treinador:   | Prêmio Melhor Jogador:     | Prêmio Melhor Goleiro:    |
| ---------------------------------------- | -------------------------- | -------------------------- | ------------------------- |
| Bahadadin Bakir (Sirwani Nwe) (16 golos) | Mahmood Majid (Brayati SC) | Safin Mansoor (Brayati SC) | Barzan Yusuf (Brayati SC) |

## Ligações Externas
- Kurdistan FA - Página oficial no Facebook (em curdo)